# Sexualzyklus
Als Sexualzyklus, auch Brunstzyklus, werden die periodisch wiederkehrenden Veränderungen an den weiblichen Geschlechtsorganen bei Säugetieren bezeichnet. Er setzt mit der Geschlechtsreife ein und setzt sich bis zum Tod fort. Unterbrochen wird er entweder durch Keimruhe, Trächtigkeiten oder Erkrankungen.
Eine Ausnahme bildet der Menstruationszyklus der Frau beim Menschen, der mit der Menopause beendet wird. Das Ende des fruchtbaren Lebensabschnitts gilt als Faktor für Langlebigkeit und konnte auch bei weiblichen Schimpansen, und Zahnwalweibchen nachgewiesen werden.

## Zyklusphasen
Man unterscheidet vier Zyklusphasen: Proöstrus, Östrus, Metöstrus und Diöstrus. In der neueren Literatur schreibt man durch den anglo-amerikanischen Einfluss statt des „ö“ ein „e“, also Proestrus, Estrus usw.

### Proöstrus

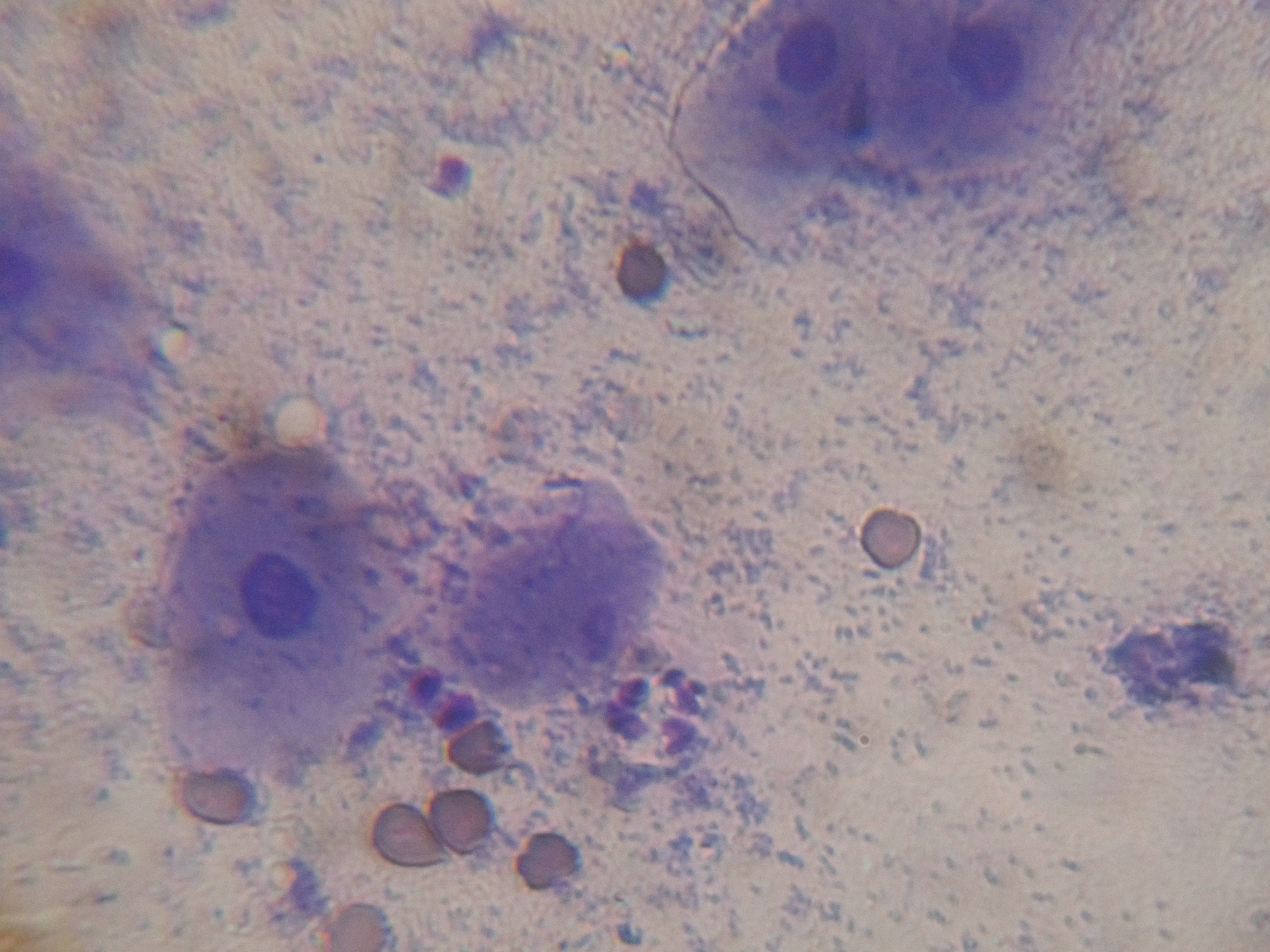
Vaginalzytologie bei einer Hündin im Proöstrus: Es dominieren Erythrozyten und Intermediärzellen.

Der Proöstrus, auch als „Vorbrunst“ bezeichnet, dauert meist nur 2 Tage. Hier wachsen, in Abhängigkeit von der artspezifischen Anzahl der Jungen, ein oder mehrere Follikel der Eizellen im Eierstock heran. Die Schleimhaut der Gebärmutter verdickt sich, die Drüsen wachsen. Auffällig beim Hund kommt es zu einer Auswanderung von Erythrozyten (Erythrodiapedese) und ein blutiger Scheidenausfluss setzt ein.

### Östrus
Der Östrus (von altgriechisch οἶστρος ‚Stachel, Wutanfall‘) – deutsch auch „Brunst“ oder „Brunft“ – ist der Abschnitt, in dem das weibliche Tier begattungsbereit ist, er dauert je nach Art oft wenige Tage bis hin zu 20 Tagen beim Bonobo. Im Eierstock entstehen die sprungreifen Follikel (Graafsche Follikel) und gegen Ende der Brunst erfolgt der Follikelsprung (Eisprung/Ovulation). Bei manchen Arten wird der Eisprung durch den Deckakt ausgelöst (provozierte/induzierte Ovulation), z. B. bei Kaninchen und Katze. In der Gebärmutter setzt sich das Wachstum der Schleimhaut fort, am äußeren Muttermund wird im Gebärmutterhals (Cervix uteri) gebildeter Schleim sichtbar. Kurz vor und während des Eisprungs bzw. der Eisprünge erhöht sich der Östrogenspiegel deutlich, dadurch wird auch die Vulva stark durchblutet (hyperämisch) und erscheint verdickt und gerötet. Außerdem werden vom Weibchen Pheromone abgegeben, die beim Männchen den Paarungsinstinkt auslösen.
Man unterscheidet einen spontanen Östrus (wie z. B. bei der Kuh), bei dem sich die Begattungsbereitschaft unabhängig von äußeren Gegebenheiten einstellt, und einen induzierten Östrus (wie z. B. bei der Präriewühlmaus), bei dem der Östrus erst durch ein anwesendes Männchen eingeleitet wird.
In der Milchviehhaltung werden unter anderem Pedometer eingesetzt, um die in der Brunst (zum Follikelsprung) erhöhte Aktivität der Tiere zu messen und mittels eines Herdenmanagementprogramms auszuwerten. Dadurch kann der Zeitpunkt für eine Besamung des Tieres genauer gesteuert werden. Aber es gibt noch andere Möglichkeiten die Brunst zu erkennen, zum Beispiel durch Messungen der Basaltemperatur Heat detectors oder des elektrischen Widerstandes der Scheidenschleimhaut.
Für die Brunst haben sich für viele Haustiere spezielle Namen eingebürgert: „Läufigkeit“ oder „Hitze“ (Hündin), „Rolligkeit“ oder „Raunze“ (Katze), „Rossigkeit“ oder „Rosse“ (Stute), „Rindern“, in Bayern und Österreich „Stieren“ (Kuh), „Rausche“ (Sau). Tritt nach erfolgloser Bedeckung erneut eine Brunst auf, spricht man von „Umrossen“ (Stute), „Umrindern“ oder „Umbullen“ (Kuh), „Umbocken“ (Schaf) und „Umrauschen“ (Sau).

### Metöstrus
Der Metöstrus („Nachbrunst“) ist die Zeit bis zum Abklingen aller Brunstsymptome und dauert ebenfalls nur wenige Tage. Am Eierstock beginnt sich aus dem Follikelrest der Gelbkörper (Corpus luteum) zu bilden. In der Gebärmutter sind die Drüsen voll ausgebildet und beginnen unter dem Einfluss von Progesteron mit einer starken Sekretion (Sekretionsphase).

### Diöstrus
Der Diöstrus („Zwischenbrunst“) ist davon abhängig, ob eine Befruchtung und damit eine Trächtigkeit erfolgt ist. Die Zeitdauer ist je nach Tierart und Zykluslänge sehr verschieden und schwankt zwischen 10 (Pferd) und 75 Tagen (Hund). Zunächst bildet sich am Eierstock der Gelbkörper zur vollen Blüte. Ohne Befruchtung bildet sich der Gelbkörper unter dem Einfluss von Prostaglandin F2α dann nach 15 bis 20 Tagen wieder zurück. In der Gebärmutter setzt sich zunächst die intensive Sekretion fort, ohne Trächtigkeit bilden sich dann nach einigen Tagen Drüsen und Schleimhaut wieder zurück.

### Anöstrus
Pausen zwischen den Zyklen nennt man Anöstrus.

## Zyklusdauer
Die Dauer des Zyklus beträgt bei den meisten Haustieren etwa drei Wochen. Beim Hund dauert er durchschnittlich 31 Wochen (16–56 Wochen), bei der Katze gibt es ebenfalls eine große Variation (2–7 Wochen). Bei Nagetieren dauert der Zyklus meist nur eine Woche.

## Jahresrhythmus
Die Abfolge der Sexualzyklen verhält sich bei den einzelnen Tierarten sehr verschieden. Nach der Häufigkeit unterscheidet man
- polyöstrische Tiere (mehrere Zyklen pro Jahr, z. B. Hausrind, Hausschwein, Kaninchen, Ratten)
- diöstrische Tiere (zwei Zyklen pro Jahr, z. B. Hund)
- monoöstrische Tiere (ein Zyklus pro Jahr, z. B. Wildschwein, Reh, Hirsch)

## Beeinflussung des Sexualzyklus bei Nutztieren
In der Tierproduktion, insbesondere in der industriemäßigen Schweineproduktion, wird mittels Brunstsynchronisation versucht, alle Tiere der Herde bzw. Gruppe in den gleichen Abschnitt des Sexualzyklus zu bringen.